# Pendule de Pohl
Pour l’article homonyme, voir  Pohl .

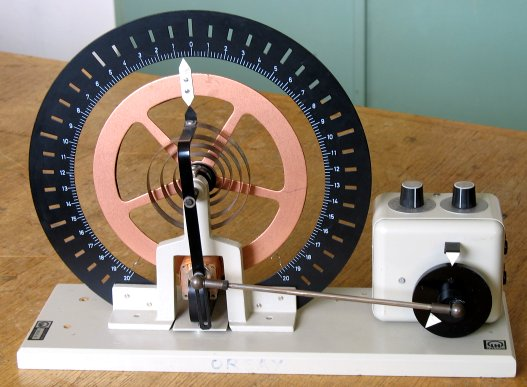
Pendule de Pohl (Leybold)

Un pendule de Pohl - du nom de son inventeur, le physicien allemand Robert Wichard Pohl - est constitué de :
1. un disque en rotation autour de son centre.
2. un ressort spiral, qui exerce un couple mécanique qui tend à ramener le disque vers sa position d'équilibre.
3. un pointeur placé sur le disque qui permet de repérer les écarts angulaires.
4. un moteur, relié au ressort spiral, qui force les oscillations à une fréquence ajustable par l'utilisateur.
5. un frein électromagnétique, permettant de régler l'effet d'amortissement (par courants de Foucault).

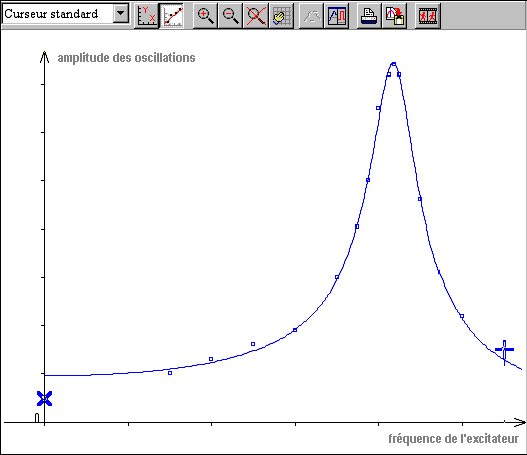
Résonance : points expérimentaux et modélisation par logiciel (Regressi)

Ce dispositif est un oscillateur harmonique pouvant fonctionner en régime libre ou forcé. Il est utilisé à des fins pédagogiques :
- Étude des oscillations libres : période propre, amortissement exponentiel, décrément logarithmique.
- Oscillations forcées : régime transitoire, régime stationnaire où l'oscillateur oscille à la fréquence de l'excitateur ; étude de l'amplitude du régime stationnaire en fonction de la fréquence d'excitation résonance.